# Rečica (gmina Žitorađa)
Rečica (cyr. Речица) – wieś w Serbii, w okręgu toplickim, w gminie Žitorađa. W 2011 roku liczyła 800 mieszkańców.